# Bad Bad One
Bad Bad One è il terzo album della cantautrice statunitense Meredith Brooks, pubblicato nel 2002.

## Tracce
1. Crazy (Brooks, Rhodes) – 3:51
2. High (Brooks) – 3:20
3. Bad Bad One (Brooks, Trudeau) – 4:45
4. Pleasure (Brooks) – 4:24
5. Pain (Berg, Brooks, Rhodes) – 3:35
6. You Don't Know Me (Brooks, Goldo, Trudeau) – 4:27
7. Where Lovers Meet (Brooks) – 3:51
8. Walk Away (Brooks) – 4:31
9. Your Name (Brooks) – 5:20
10. Shine (Brooks, Darling, Peiken) – 3:21
11. Lucky Day (Brooks, Rhodes) – 3:33
12. Stand (Brooks) – 5:10